# Аяччо (округ)
Округ Аяччо (фр. Arrondissement d'Ajaccio) — округ у Франції, в департаменті Південна Корсика. 2023 року округ об'єднував 81 муніципалітет, населення становило 119 839 осіб.
Адміністративний центр (супрефектура) — Аяччо.

## Муніципалітети
Список муніципалітетів округу та їхні коди INSEE:
1. Алата (2A006)
2. Альбітречча (2A008)
3. Амб'єнья (2A014)
4. Апп'єтто (2A017)
5. Арборі (2A019)
6. Арро (2A022)
7. Афа (2A001)
8. Ацилоне-Ампаца (2A026)
9. Аццана (2A027)
10. Аяччо (2A004)
11. Балонья (2A028)
12. Бастеліка (2A031)
13. Бастелікачча (2A032)
14. Боконьяно (2A040)
15. Валле-ді-Меццана (2A336)
16. Веро (2A345)
17. Віко (2A348)
18. Вілланова (2A351)
19. Гроссето-Прунья (2A130)
20. Гуаньо (2A131)
21. Гуаргуале (2A132)
22. Гуїтера-ле-Бен (2A133)
23. Евіза (2A108)
24. Еччика-Суарелла (2A104)
25. Казальйоне (2A070)
26. Калькатоджо (2A048)
27. Кампо (2A056)
28. Каннелле (2A060)
29. Карбучча (2A062)
30. Кардо-Торджа (2A064)
31. Каржез (2A065)
32. Кауро (2A085)
33. Коджа (2A090)
34. Коньйоколі-Монтіккі (2A091)
35. Коррано (2A094)
36. Коті-К'яварі (2A098)
37. Коццано (2A099)
38. Кристіначче (2A100)
39. Куаскуара (2A253)
40. Куттолі-Кортікк'ято (2A103)
41. Летія (2A141)
42. Лопінья (2A144)
43. Мариньяна (2A154)
44. Мурцо (2A174)
45. Озані (2A197)
46. Окана (2A181)
47. Олівезе (2A186)
48. Орто (2A196)
49. Ота (2A198)
50. Пальнека (2A200)
51. Партінелло (2A203)
52. Пастриччола (2A204)
53. Пері (2A209)
54. П'єтрозелла (2A228)
55. Піла-Канале (2A232)
56. Поджоло (2A240)
57. П'яна (2A212)
58. Ренно (2A258)
59. Рецца (2A259)
60. Розація (2A262)
61. Саліче (2A266)
62. Самполо (2A268)
63. Санта-Марія-Сіше (2A312)
64. Сант'Андреа-д'Орчино (2A295)
65. Сарі-д'Орчино (2A270)
66. Саррола-Каркопіно (2A271)
67. Серра-ді-Ферро (2A276)
68. Серрієра (2A279)
69. Сочча (2A282)
70. Тавако (2A323)
71. Тавера (2A324)
72. Тассо (2A322)
73. Толла (2A326)
74. Урбалаконе (2A331)
75. Уччані (2A330)
76. Форчйоло (2A117)
77. Фрассето (2A119)
78. Цевако (2A358)
79. Цикаво (2A359)
80. Цильяра (2A360)
81. Чіаманначче (2A089)